# خانه ما روسیه
خانه ما روسیه (روسی: [Наш дом – Россия, Nash dom – Rossiya] Error: {{Lang}}: متن دارای نشانه‌گذاری ایتالیک است (راهنما)) نام یک حزب سیاسی روسی است که بین سال‌های ۱۹۹۵ تا ۲۰۰۰ فعالیت‌می‌کرد. این حزب در سال ۱۹۹۵ به وسیله ویکتور چرنومیردین نخست‌وزیر وقت روسیه تأسیس‌شد. این، جنبش سیاسی میانه لیبرال، بیشتر به منظور گردهم‌آوردن تکنوکراتان اصلاح طلب حامیان دولت به وجود آمد. در زمان تأسیس این حزب، چرنومردین همراه با تعداد زیادی از موسسات مالی بزرگ مانند انجمن بانک‌های روسیه، و شرکت‌های بزرگ مانند گازپروم از بوریس یلتسین رئیس جمهور روسیه حمایت می‌کردند.